# Battista Negrone
Il Serenissimo Battista Negrone (Genova, 1530 – Genova, gennaio 1592) fu il 77º doge della Repubblica di Genova.

## Biografia

Stemma nobiliare dei Negrone

Scarne le notizie biografiche sulla figura di Battista Negrone. Nativo di Genova intorno al 1530, ed esponente della famiglia dei Negrone, fu un abile banchiere che per svolgere la sua attività compì diversi viaggi d'affari. Una mansione che lo portarono al di fuori dei confini genovesi soprattutto con il nascere della guerra civile che interessò la capitale repubblicana tra il 1575 e il 1576; in quel periodo Battista Negrone dovette risiedere a Venezia.
Fece ritorno a Genova intorno al 1577 quando il suo nome fu estratto nell'urna elettiva per il Maggior Consiglio della Repubblica, composto da 400 senatori, e, forse successivamente, tra i 100 cittadini genovesi estratti per il Minor Consiglio. Nel 1579 ebbe il suo primo incarico di stato nell'Ufficio dei Cambi. Poco prima della sua nomina a doge il nome di Battista Negrone compare quale "massaro" e appaltatore della nuova cappella del Crocifisso presso la basilica di Santa Maria delle Vigne a Genova che fece decorare dal pittore Lazzaro Tavarone.
Facente parte di quella nobiltà considerata "vecchia", fu eletto al titolo dogale il 20 novembre 1589: la trentaduesima in successione biennale e la settantasettesima nella storia. Tra gli atti principali del suo dogato è ricordato il compimento della loggia della Mercanzia di piazza Banchi - completata con il prelievo di quarantacinque mila lire genovesi dal Banco di San Giorgio -, la prosecuzione dei lavori del palazzo Ducale e il restauro del vicino palazzetto Criminale. Tra gli eventi luttuosi del biennio del doge Negrone un grave fenomeno di siccità che colpì non solo Genova, ma l'intera penisola italiana; navi cariche di grano e di prodotti agricoli al porto genovese riportarono la situazione sotto la soglia di guardia.
Cessò il mandato il 15 novembre 1591 preferendo occuparsi delle sue attività finanziarie piuttosto che una successiva carriera politica o di stato post dogato. Tuttavia fu una scelta breve in quanto Battista Negrone morì a Genova nel gennaio del 1592. Il suo corpo venne tumulato all'interno della basilica di Santa Maria delle Vigne.